# Вулиці Горішніх Плавнів
Нижче наведений список вулиць і провулків міста Горішніх Плавнів Полтавської області.

## Список вулиць
- Вулиця Будівельників
- Вулиця Ветеранів
- Вулиця Вишнева
- Вулиця Гагаріна
- Вулиця Героїв Дніпра
- Вулиця Гірників
- Вулиця Гончарова
- Вулиця Горького
- Вулиця Дачна
- Вулиця Дніпровська
- Вулиця Добровольського
- Вулиця Доброхотова
- Вулиця Енергетиків
- Вулиця Залізниччна
- Вулиця Зарічна
- Вулиця Зв'язківців
- Вулиця Зелена
- Вулиця Конституції
- Вулиця Крилова
- Вулиця Ковпака
- Вулиця Короленка
- Вулиця Космонавтів
- Вулиця Котляревського
- Вулиця Леонова
- Вулиця Лесі Українки
- Вулиця Лиманна
- Вулиця Лісна
- Вулиця Лугова
- Вулиця Миру
- Вулиця Молодіжна
- Вулиця Набережна
- Вулиця Огрудкувальників
- Вулиця Озерна
- Вулиця Пархоменка
- Вулиця Перспективна
- Вулиця Першопрохідців
- Вулиця Південна
- Вулиця Портова
- Вулиця Пушкіна
- Вулиця Пшенична
- Вулиця Руднича
- Вулиця Садова
- Вулиця Складська
- Вулиця Сковороди
- Вулиця Соборна
- Вулиця Сонячна
- Вулиця Соснова
- Вулиця Строни
- Вулиця Тополина
- Вулиця Урожайна
- Вулиця Фермерська
- Вулиця Франка
- Вулиця Хвойна
- Вулиця Чайковського
- Вулиця Чекаліна
- Вулиця Чкалова
- Вулиця Шевченка
- Вулиця Яблунева
- Вулиця Ясна

## Список провулків
- Провулок Весняний
- Провулок Гоголя
- Провулок Гончарова
- Провулок Деманова
- Провулок Квітковий
- Провулок Леонова
- Провулок Лесі Українки
- Провулок Ливарний
- Провулок Лісний
- Провулок Мирного
- Провулок Молодіжний
- Провулок Некрасова
- Провулок Першотравневий
- Провулок Польовий
- Провулок Степовий
- Провулок Шламовий